# Gargoyles (fumetto della SLG)
Gargoyles è un fumetto prodotto sia dalla Slave Labor Graphics che dalla Creature Comics e realizzato da Greg Weisman a partire dal 2006. Rappresenta il sequel delle prime due stagioni della serie animata, Gargoyles soppiantando la terza stagione trasmessa dalla ABC, The Goliath Chronicles, considerata non canonica sia da Weisman, che da molti fans.
La continuazione della serie animata della Disney riprende la storia dopo gli eventi narrati nel finale della seconda stagione diviso in 3 parti : La luna del cacciatore parte I, parte II e parte III. I primi due numeri del fumetto riprendono l'unico episodio della terza stagione, The Goliath Chronicles, considerato canonico, Amici o nemici scritto dallo stesso Weisman, mentre dal terzo numero parte la nuova trama.
Nel 2007 il fumetto ha vinto il riconoscimento Ursa Major Award nella categoria "miglior fumetto".
Tale fumetto è al momento inedito in Italia.

## Volumi
La serie Gargoyles è suddivisa in tre volumi: Gargoyles Clan Building Volume 1, Gargoyles Clan Building Volume 2 e Gargoyles: Bad Guys

### Gargoyles Clan Building Volume 1

#### Nightwach
- matite: David Hedgecock
- colori: Will Terrell
- cover: Greg Guler
- colori cover: Stephanie Lostimolo
- Trama episodio: ora tutta New York sa della presenza dei gargoyle. John Castaway fonda la squadra anti-gargoyle e diffonde l'odio e la paura dei gargoyle in tutta la popolazione. Golia, sconvolto e frustrato da ciò, va a cercare conforto da Elisa. La squadra anti-gargoyle, intanto, inizia la sua prima missione: si dirigono al palazzo in cui abita Elisa e attaccano sia lei che Golia, costringendo i due a fuggire.

#### The Journey
- matite: David Hedgecock
- colori: Will Terrell
- cover: Greg Guler
- colori cover: Stephanie Lostimolo
- Trama episodio: Golia ed Elisa sono inseguiti da Castaway e dalla squadra anti-gargoyle,  e sono intenzionati ad ucciderli. Golia, dopo essere stato ferito da un colpo di pistola ad un'ala, non può volare ed è costretto a fuggire balzando da palazzo a palazzo con Elisa tra le braccia. Arrivano quindi nella torre dell'orologio, il precedente rifugio dei gargoyle ora distrutto, per cui nascondono al suo interno. Sia Golia che Elisa riescono a mettere K.O. i membri della squadra, ma Castaway, armato di un martello elettrico, riesce a sottometterli entrambi. Mentre tenta di uccidere Golia, viene fermato da Vinnie Grigori, entrato da poco nell'organizzazione, il quale disapprova i metodi poco ortodossi di Castway. Golia, nel frattempo, riprende a combattere riuscendo ad avere la meglio su Castaway, costringendo il cacciatore a scappare con un elicottero: nella fuga promette che ritornerà.

#### Invitation Only
- matite: David Hedgecock
- colori: Will Terrell
- cover: Greg Guler
- colori cover: Stephanie Lostimolo
- Trama episodio: Halloween è alle porte, Xanatos decide di organizzare una festa in maschera nell'Eyre Building. Tuttavia il ricco miliardario avrà altri impegni e non vi potrà partecipare. La relazione tra Elisa e Golia viene messa in crisi da ciò che entrambi sono: due razze diverse. Nel frattempo ritorna uno dei loro più implacabili nemici, Ailog.

#### Masque
- matite: Nir Paniry
- colori: Dustin Evans
- cover: Greg Guler
- colori cover: Stephanie Lostimolo
- Trama episodio: Ailog è tornato ed è pronto di nuovo a tormentare Golia e il suo clan. Si reca al covo di Talon, e, dopo aver ferito Maggie Reed, costringe gli altri cloni ad unirsi a lui. Successivamente va al castello con loro per reclamare Delilah. Intanto la festa di Halloween all'Eyre Building è iniziata. Golia trova l'occasione per discutere con Elisa del loro problema, lei gli confessa di provare ancora qualcosa per lui ma il bacio che gli ha dato è stato un suo errore. Poco dopo arrivano Ailog e i cloni che li attaccano.

#### Bash
- matite: Karine Charlebois
- colori: Stephanie Lostimolo
- cover: Greg Guler
- colori cover: Stephanie Lostimolo
- Trama episodio: Ailog ferisce gravemente con un pugnale nascosto Golia all'addome. Quando  sembra ormai giunta per lui la e per Elisa la fine, sopraggiungono appena in tempo altri membri del clan e inizia un nuovo scontro. Nel combattimento Ailog ferisce anche gli altri gargoyle. Lo scontro termina quando arriva Delilah che convince i cloni ad abbandonare il malvagio gargoyle. Terminato lo scontro, uno dei presenti alla festa, il dott. Sato, medica le ferite riportate dai membri del clan. In conclusione Golia ed Elisa confessano il reciproco amore e si rimettono insieme.

#### Reunion
- matite: Gordon Purcell
- colori: Dustin Evans
- cover: Greg Guler
- colori cover: Stephanie Lostimolo
- Trama episodio: Shari racconta ad Ailog un'avventura inedita nella seconda serie di Golia: Angela, Elisa e Bronx durante il loro viaggio per il mondo, allorché erano giunti in Tibet avevano incontrato Pietrafredda. L'episodio termina con Xanatos che incontra un personaggio conosciuto.

### Gargoyles Clan Building Volume 2

#### The Rock
- matite:
- colori:
- cover:
- colori cover:
- Trama episodio: Macbeth arriva a Manhattan, dirigendosi al castello di Xanatos per chiedere aiuto ai gargoyle, ovvero portare la Pietra del Destino da Londra in Scozia, affinché non cada nelle mani sbagliate. Intanto Xanatos si prepara per una missione a lui affidata dall'organizzazione degli Illuminati: trovare la Pietra del Destino, portarla a Washington e quindi consegnarla all'organizzazione. Per questa missione fa chiamare Freddoacciao e costruire dei robot-gargoyle e un nuovo prototipo di Coyote. Xanatos ha inoltre già pianificato di fare il doppio gioco, cioè quello di appropriarsi della pietra e di consegnare agli Illuminati una copia falsa.

#### Rock & Roll
- matite:
- colori:
- cover:
- colori cover:
- Trama episodio: Macbeth ritorna a Londra accompagnato da Hudson e Lexington. Si recano al Knight' s Spur, il rifugio del clan dei gargoyle di Londra. Con loro c'è anche Re Artù. Nella notte successiva partono per la Scozia, ma dopo vengono attaccati al Coldsteam Bridge dagli scagnozzi di Xanatos.

#### Rock of Ages
- matite:
- colori:
- cover:
- colori cover:
- Trama episodio: la battaglia continua fino all'alba. Intanto giungono Petrafredda e Fuocofreddo che si uniscono ad Hudson e gli altri. Alla fine hanno la meglio su Freddoacciaio uccidendo tutti i suoi compagni, incluso Coyote. Xanatos intanto fa esplodere una bomba a Westminster Abbey, e, durante il caos che si è creato, riesce a rubare la pietra. Tuttavia non potrà conseguire nel suo losco obiettivo di appropriarsene, poiché lo Spirito del Destino gli appare dicendogli che non si farà mai possedere da nessuno. Così Xanatos decide quindi di consegnarla alla sua organizzazione.

#### The Gate
- matite:
- colori:
- cover:
- colori cover:
- Trama episodio: Il portale della Fenice, giunge come dal nulla, all'interno del castello di Xanatos. Brooklyn è nelle vicinanze e improvvisamente appare l'entità Fenice che trasporta Brooklyn indietro nel tempo fino al 997 d.C.

#### Tyrants
- matite:
- colori:
- cover:
- colori cover:
- Trama episodio: Brooklyn si trova nella Scozia del 997 d.C. Sfortunatamente il portale della Fenice è rotto e l'unica speranza per ritornare nel 1997 è quello, innanzitutto, di ripararlo. Brooklyn incontra Mary, la madre di Tom, e Finella (Ritorno ad Avalon parte 1). Più tardi incontra Demona e decide, a malincuore, di allearsi con lei.

#### Phoenix
- matite:
- colori:
- cover:
- colori cover:
- Trama episodio: Ha luogo una battaglia tra Costantine III e Kenneth III, cugino della principessa Katherine. Poiché Costantine III ha ucciso Kenneth I e ne ha usurpato il trono (Ritorno ad Avalon parte 1), e Brooklyn insieme a Demona e il suo clan ne è coinvolto, se la devono vedere con Gillcomgain, il cacciatore, addestrato da Costantine III. Alla fine poco dopo la battaglia La Fenice ritorna e trasporta Brooklyn, insieme a Mary e Finella con il Grimorum Arcanorum, in un altro tempo. Intanto nel presente Golia è felice di rividere Pietrafredda e Fuocofreddo insieme a Hudson e Lexington e che abbiano deciso di unirsi al clan. Successivamente tutti i presenti assistono al ritorno di Brookyln nel presente; è più invecchiato rispetto all'ultima volta che lo hanno visto e, cosa sbalorditiva, lo vedono insieme ad una compagna, una gargoyle di nome Katana del clan di Ishimura dell'epoca del Giappone feudale, e un loro figlio, Nashville, e in più in attesa di un nuovo nascituro ... in un uovo. Poco dopo arriva Elisa, che avverte il clan che il Branco sta terrorizzando Times Square. Il Clan interveiene al completo, per compiere la loro missione di guardiani della notte.

### Gargoyles: Bad Guys

#### Strangers
- matite:
- colori:
- cover:
- colori cover:
- Trama episodio: la squadra di redenzione, composta da Dingo, Robyn Canmore, Matrix, Fang e Yama, si prepara per la sua missione, assegnata dal loro misterioso capo il Direttore: distruggere l'organizzazione degli Illuminati. Intanto all'improvviso vengono attaccati. Viene poi mostrato il momento dove Dingo ha incontrato per la prima volta Robyn Canmore.

#### The Lost
- matite:
- colori:
- cover:
- colori cover:
- Trama episodio: la squadra continua la sua missione. Fra i vari avversari se la devono vedere con Tasmanian Tiger. Dopodiché viene mostrata una storia dove Yama conosce per la prima volta Fang e il loro difficile rapporto come compagni di squadra.

#### Estranged
- matite:
- colori:
- cover:
- colori cover:
- Trama episodio: viene mostrato il passato di Robyn Canmore a partire dalla morte di suo padre per mano della malvagia gargoyle Demona.

#### Louse
- matite:
- colori:
- cover:
- colori cover:
- Trama episodio: la squadra se la deve vedere ora con Anton Sevarius e i suoi diabolici piani.

#### Strangled
- matite:
- colori:
- cover:
- colori cover:
- Trama episodio: la squadra di redenzione si trova su un'isola misteriosa alle prese con dei robot. In seguito scoprono di essere in una base segreta degli Illuminati, in cui risiede uno di loro chiamato Falstaff, il cui vero nome è John Oldcastle.

#### Losers
- matite:
- colori:
- cover:
- colori cover:
- Trama episodio: nella sfida finale la squadra di redenzione riesce a  sconfiggere le forze di Falstaff, ma quest'ultimo riesce a fuggire. La squadra si trova infine nel bel mezzo dell'oceano, con Matrix che ha preso la forma di una barca. Per tutti i membri è un momento molto importante dove riflettere sul loro passato, sui loro errori e come rimediarne in futuro.